# Armonía consonántica
La sinarmonía o armonía fonémica es un tipo de asimilación de «larga distancia» que afecta a los fonemas de un cierto tipo, haciendo que entre ellos deba existir algún rasgo común o armónico, estando prohibidas o restringidas combinaciones de esos fonemas que no sean armónicos.
El tipo de sinarmonía más común es la sinarmonía vocálica, pero más restringido entre las lenguas del mundo es el proceso de sinarmonía consonántica. El mazahua, una lengua otomangueana de México, presenta dicha sinarmonía. El rasgo armónico en ese caso es el tipo fonación laríngea, más concretamente, la glotalización. Esto implica las consonantes de una palabra fonéticamente deben ser o todas glotalizadas [C'], o todas aspiradas [Ch] o todas planas [C]:
/opʰkɔ/> [opʰkʰɔ] 'escribí'
/paʔtʔkɔ/> [paʔtʔkʔɔ] 'lo odié'
/héʔtʔpé/> [héʔtʔpʔé] 'lo hice para él'
/pɨnsʔk/> [pɨnsʔkʔ] 'lo oleré'
/heʔʦkʔi/> [heʔʦʔkʔi] 'lo dejo para ti'
/mbʔtkɨ/> [mbʔtʔkʔɨ] 'lo cambiará contigo'
En la lista anterior se aprecia cómo la representación fonológica entre barras /·/ y formada normalmente por consonantes de diferente tipo, se acaban realizando de manera armónica. En el primer ejemplo se generaliza la aspiración, en los otros cinco se generaliza la glotalización de la consonante.